# Australischer Buckeldelfin
Der Australische Buckeldelfin (Sousa sahulensis (Syn.: Sousa queenslandensis Gaskin, 1972, Nomen nudum)) ist eine erst 2014 als eigenständig erkannte Delfinart. Sie wurde nach ihrem Verbreitungsgebiet, dem flachen Sahulschelf zwischen dem Norden Australiens und Neuguinea benannt. An der australischen Küste reicht das Verbreitungsgebiet vom westaustralischen Ningaloo Reef bis zur Grenze zwischen Queensland und New South Wales. Zwischen dem Verbreitungsgebiet des Australischen Buckeldelfins und dem seines nächsten Verwandten, des Chinesischen Weißen Delfins (Sousa chinensis), liegt eine Lücke, die mit der Lücke zwischen Wallace-Linie und Lydekker-Linie übereinstimmt. Der für die Erstbeschreibung untersuchte Holotyp war ein 2,27 Meter langes, totes Männchen, das 1985 an der Saunders Beach, nordöstliches Queensland gefunden wurde.

## Merkmale
Die Maximallänge der Art liegt bei 2,70 Meter, Männchen werden etwas größer als Weibchen. Der Australische Buckeldelfin hat eine graue Färbung, dunkel auf der Rückenseite und heller am Bauch. Die Grenze zwischen dunkler Rückenfärbung und heller Bauchfärbung verläuft bogenförmig von den Augen bis zur Urogenitalregion. Ausgewachsene Exemplare besitzen oft unregelmäßige weiße oder rosafarbene Flecken auf dem Körper, aber es bleiben große Bereiche dunkler Färbung und die Tiere hellen sich nicht völlig auf, wie es bei ausgewachsenen Chinesischen Weißen Delfinen der Fall sein kann. Jungtiere sind dunkler als die ausgewachsenen. Die Finne ist beim Australischen Buckeldelfin annähernd dreieckig und niedriger als beim Chinesischen Weißen Delfin. Ihre langgezogene Basis kann 14 bis 24 % der Körperlänge erreichen. Außerdem unterscheidet sich der Australische Buckeldelfin in der Anzahl der Zähne je Oberkieferhälfte (31 bis 35 bei Sousa sahulensis, 32 bis 38 bei Sousa chinensis, 33 bis 39 bei Sousa plumbea und 27 bis 32 bei Sousa teuszii) und der Wirbel (50 bei S. sahulensis, 50 bis 53 bei S. chinensis, 49 bis 51 bei S. plumbea und 52 bis 53 bei S. teuszii) von seinen Verwandten. Der für die Gattung typische Rückenbuckel fehlt.